# Peltanobia erasmusi
Peltanobia erasmusi är en spindeldjursart som beskrevs av Meyer 1974. Peltanobia erasmusi ingår i släktet Peltanobia och familjen Tetranychidae. Inga underarter finns listade i Catalogue of Life.